# Laboulbenia polyphaga
Laboulbenia polyphaga Thaxt. – gatunek grzybów z rzędu owadorostowców (Laboulbeniales). Pasożyt owadów.

## Systematyka i nazewnictwo
Pozycja w klasyfikacji według Index Fungorum: Laboulbenia, Laboulbeniaceae, Laboulbeniales, Laboulbeniomycetidae, Laboulbeniomycetes, Pezizomycotina, Ascomycota, Fungi.
Gatunek ten po raz pierwszy opisał w 1899 r. Roland Thaxter na chrząszczach Stenolophus limbalis, Badister maculatus i Harpalus pleuritictus w USA i Brazylii.
Synonimy”
- Laboulbenia polyphaga f. phaeosoma Speg. 1917
- Laboulbenia polyphaga subsp. calathicola Speg. 1914

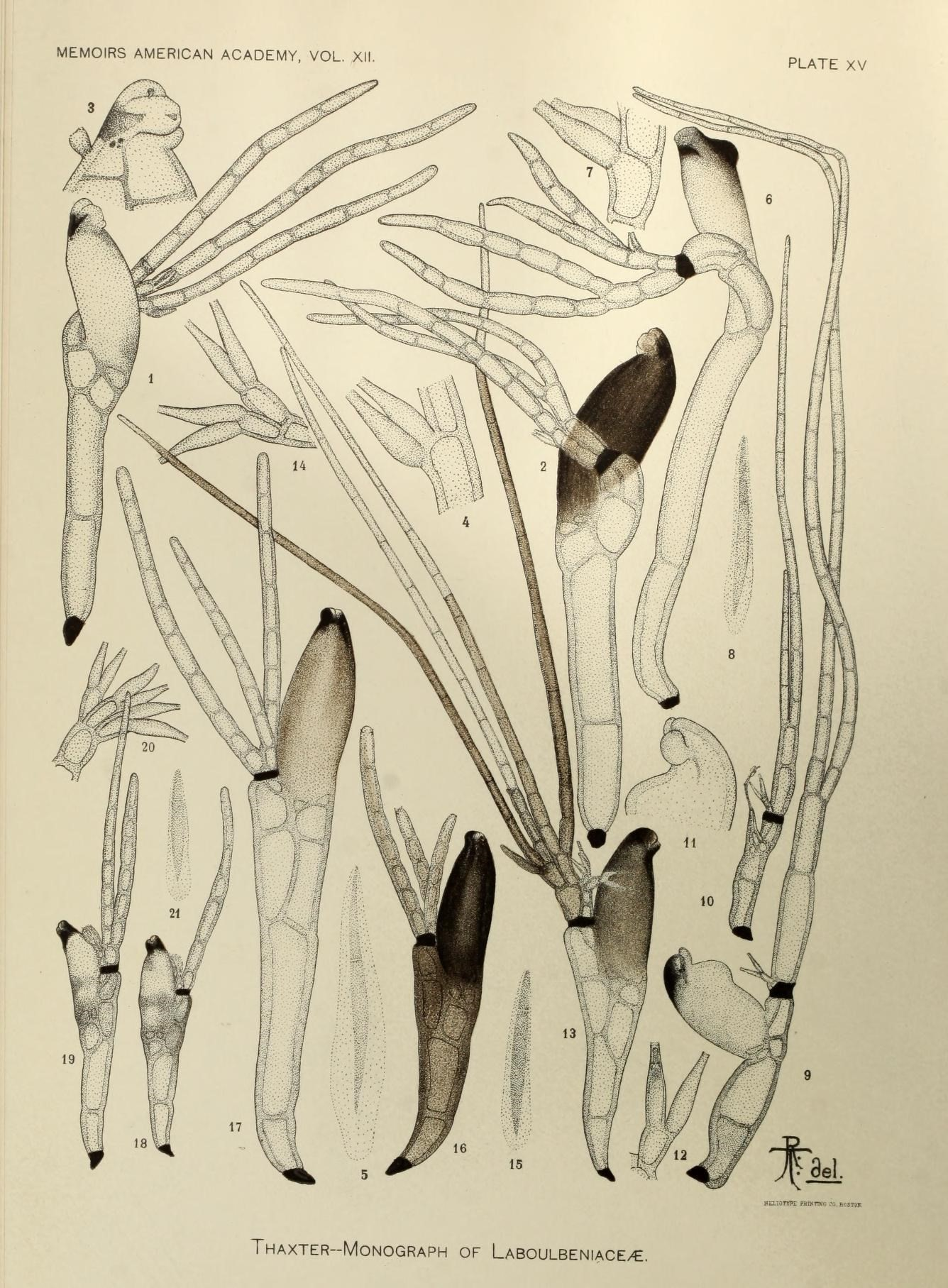
Laboulbenia polyphaga nr 18-21. Pozostałe to inne gatunki Laboulbenia

- Laboulbenia polyphaga subsp. phaeosoma (Speg.) Trotter 1926

## Charakterystyka
Grzyb entomopatogeniczny, pasożyt zewnętrzny owadów. Nie powoduje śmierci owada i zazwyczaj wyrządza mu niewielkie szkody. W Polsce Tomasz Majewski, jedyny mykolog zajmujący się tą grupą grzybów na większą skalę, w 1994 i 2003 r. podaje występowanie Laboulbenia polyphaga na chrząszczach z rodziny biegaczowatych (Carabidae): Amara apricaria, Amaria consularis i Trichotichmus laevicollis.